# Mary Sibande
Mary Sibande (Barberton, Sudáfrica, 11 de abril de 1982) es una artista sudafricana especializada en escultura, pintura, fotografía y diseño. Con estos lenguajes artísticos explora la construcción de la identidad en el contexto de la Sudáfrica poscolonial y critica la representación estereotipada del cuerpo femenino negro. Vive en Johannesburgo.

## Infancia y educación
Sibande nació en Barberton, durante el Apartheid, y fue criada por su abuela. Su madre era una empleada doméstica y su padre estaba en el ejército sudafricano; no le conoció hasta la adolescencia. A raíz de la profesión de su madre, que era la misma que la de su abuela, rendirá homenaje a las trabajadoras domésticas a través de sus obras.
Sibande describió su infancia como perfecta: «Tenía todo lo que necesitaba y fui a una buena escuela secundaria que era multirracial. Muchas familias no podían permitirse enviar a sus hijos allí, pero tuve la suerte de que mi madre pudo. Supongo que eso también me condujo en cierta dirección».
Fue la primera de su familia en acceder a la universidad. Obtuvo su diploma en Bellas Artes de Technikon Witwatersrand en 2004 y el título de B-tech por la Universidad de Johannesburgo en 2007. Al principio Sibande quería ser diseñadora de moda lo que siempre ha reflejado en su obra: la moda y el diseño son fundamentales en sus esculturas.

## Trayectoria
Sibande plantea diferentes temas a través de sus obras: la Sudáfrica postcolonial, los estereotipos de las mujeres, especialmente las mujeres negras, y las relaciones de poder entre mujeres, que le lleva a investigar la relación entre raza y género. De su obra se ha dicho que confronta la idea de una mujer africana sin poder y cuestiona los ideales occidentales de belleza. Para el abordaje de estos temas la representación de la figura humana será fundamental en su trabajo creativo, que realizará a través de la escultura, la pintura, la fotografía, el diseño, el collage e incluso el teatro.
Su obra se exhibió en el Pabellón de Sudáfrica de la Bienal de Venecia de 2010 y su trabajo «Long Live the Dead Queen» se mostró en murales en toda la ciudad de Johannesburgo en 2010, durante la Copa del Mundo de Fútbol. En 2016, su trabajo «The Purple Shall Govern» recorrió Sudáfrica.

### Diseño
Su conocimiento del diseño de moda llevó a Sibande a incorporarlo en sus obras, a través, por ejemplo, de cada pieza de vestuario para sus esculturas. En su exposición «A Conversation with Madame CJ Walker» (2009), su habilidad para el diseño de moda fue evidente. Es, además, un aspecto que trabaja muy cuidadosamente, eligiendo telas y colores que llena de significados. De ello habla Carol Brown en un artículo para la UNISA y otro para la Durban Art Gallery: «la tela utilizada para los uniformes de las trabajadoras domésticas se vincula a primera vista con los espacios domésticos en Sudáfrica. Al aplicarla al vestido victoriano conecta la historia de la servidumbre y la colonización con el presente en términos de relaciones domésticas».

### Fotografía
Sibande usa la fotografía para captar instantáneas de sus obras de arte pero también en el marco de su proceso creativo. En 2013 tuvo siete fotografías ampliadas de su trabajo expuestas en las calles de suburbios franceses como Ivry-sur-Seine, Vitry-sur-Seine o Choisy-le-Roi Además, toma en consideración cómo se fotografiará su trabajo, lo que se refleja en cómo presenta y estructura sus obras e instalaciones. Muchas de sus propuestas incluyen tanto una exhibición de sus esculturas como fotografías de sus trabajos o instalaciones.

### Escultura
Al principio hizo pequeñas figuras de arcilla pero poco a poco amplió sus propuestas escultóricas. Con exhibiciones como su «Long Live the Dead Queen Series» en 2013, dio a conocer a un nuevo personaje llamado «Sophie».
Sophie está creada tomando como modelo a la propia Sibande y es una suerte de alter ego. Es la escultura de una trabajadora doméstica inspirada en las experiencias de estas mujeres durante el apartheid y el posapartheid. Sophie es una crítica a la larga historia de opresión en Sudáfrica, específicamente con respecto a las mujeres negras.

### Teatro
En su trabajo la teatralidad juega un papel muy importante. En un artículo de Leora Farber, la autora plantea un análisis que no hará solo ella: «Las referencias teatrales del vestido y las poses dramáticas de Sibande pueden estar relacionadas con representaciones fotográficas de la mujer victoriana en varias etapas de un ataque histérico. Evocan una sensación de exceso».

## Sophie
Sophie es una trabajadora doméstica que encuentra la paz y una escapatoria a su realidad soñando con emanciparse a sí misma. El personaje vive en un mundo imaginario y de ensueño donde se siente libre. La vida de Sophie se presenta a través de una serie de esculturas a escala humana, moldeadas sobre la propia Sibande. Su uniforme de trabajo se transforma gradualmente en la gran vestimenta victoriana de la élite europea. Poniendo a Sophie ropa victoriana hace referencia a la restricción que sufren las mujeres vestidas con estos grandes, pesados y ajustados modelos. Su vestido es, a la vez, protesta ante la servidumbre y fachada que permite que sus fantasías se hagan realidad.
En cada trabajo, Sophie representa diferentes personajes: una reina victoriana, un general que lleva a todo un ejército a la victoria, una mujer que va a un baile o un papa, entre otras muchas situaciones. Es una heroína y un personaje lleno de fuerza y perseverancia.
Sophie aparece en las diferentes exposiciones de Sibande a lo largo de los años. Primero la retrata en «Long Live the Dead Queen» de 2009-2013. Luego la trae nuevamente en «The Purple Shall Govern» de 2013–2017, donde Sophie sale, se expresa, ocupa más espacio. Finalmente, reaparece en una de sus series más actuales «I Came Apart at the Seams», que se desarrolla desde 2019.

## Colecciones
El trabajo de Sibande forma parte de las siguientes colecciones permanentes:
- Museo de Arte de Toledo, Toledo, Ohio[15]
- Spencer Museum of Art, Lawrence, Kansas[16]
- Museo Nacional de Arte Africano, Washington, D. C.[17]

## Exposiciones individuales
- I came apart at the seams | Somerset House | London, UK | 2019
- Leroy Neiman Gallery | New York City | USA | 2019
- A Crescendo of Ecstasy | The Mixed Reality Workshop  (TMRW) | Johannesburg, South Africa | 2018
- A Crescendo of Ecstasy | FNB Joburg Art Fair | Sandton Convention Centre | Johannesburg, South Africa | 2018
- Right Now! | Stellenbosch University’s Woordfees Festival | Stellenbosch University’s Art Museum | Stellenbosch, South Africa | 2016
- The Armory Show | 92 & 94 Piers | New York City, USA | 2016
- The Purple Shall Govern | Iziko South African National Gallery | Cape Town; Standard Bank Gallery, Johannesburg, South Africa | 2014
- Lyon Biennale of Contemporary Art | The Museum of Contemporary Art | Lyon, France | 2013
- The Purple Shall Govern | Grahamstown National Arts Festival | Grahamstown, South Africa | 2013
- The Purple Shall Govern | MAC/VAL Musée d’Art Contemporain di Val-de- Marne | Paris, France | 2013
- Mary Sibande and Sophie Ntombikayise Take Central Court | Central Court, Spencer Museum of Art | University of Kansas, Kansas, USA | 2012
- Long Live The Dead Queen | Inner City Johannesburg; Joburg City World Premier Annual Exhibition | Johannesburg; National Arts Festival, Grahamstown, South Africa | 2010[18]

## Exposiciones colectivas
- 1-54 Contemporary African Art Fair (SMAC Gallery) | Somerset House, London, UK | 2019
- 14th Curitiba International Biennale of Contemporary Art | Curitiba, Brazil | 2019
- N’GOLÁ Festival of Arts, Creation, Environment and Utopias | São Tomé e Príncipe | 2019
- FNB Art Joburg (SMAC Gallery) | Sandton Convention Centre | Johannesburg, South Africa | 2019
- Ampersand Foundation Award 21 years celebration exhibition | University of Johannesburg Art Gallery (JAG) | Johannesburg, South Africa | 2019
- Construction of the Possible | Havana Biennale | Havana, Cuba | 2019
- Made Visible | Contemporary South African Fashion and Identity | Boston Museum of Fine Art | Boston, USA | 2019
- A New Humanity | Dak’Art: African Contemporary Art Biennale | Dakar, Senegal | 2018
- Extra/Ordinary | Plugin New Media Section | Contemporary Istanbul | Istanbul, Turkey | 2018
- The Armory Show | Piers 92 & 94 | New York City, USA | 2018
- In Their Own Form | Museum of Contemporary Photography(MoCP) | Chicago, USA | 2018
- Shifting Boundaries: A Selection of Works showcasing South African Women Artists of the Past 100 Years | Welgemeend | Cape Town, South Africa | 2018
- Not a Single Story | Nirox Foundation Sculpture Park | Krugersdorp, South Africa | 2018
- Continental Drift: Black / blak Art from South Africa and North Australia | Cairns Art Gallery | Cairns, Australia | 2018
- Like Life: Sculpture, Color, and the Body (1300–Now) | The Met Breuer | New York City, USA | 2018
- Cultural Threads | TextielMuseum | Tilburg, Netherlands | 2018
- Friends50 | Iziko South African National Gallery | Cape Town, South Africa | 2018
- African Mosaic: Selections from the Permanent Collection | National Museum of African Art | Smithsonian Institution | Washington, D.C, USA | 2017
- South Africa: The Art of a Nation | The British Museum | London, UK | 2017
- All things being equal | Zeitz Museum of Contemporary Art Africa (MOCAA) | Cape Town, South Africa | 2017
- Dress Code | Gallery MOMO | Cape Town, South Africa | 2017
- 1:54 Contemporary African Art Fair | Somerset House, London, UK | 2017
- The Evidence of Things Not Seen | Johannesburg Art Gallery (JAG) | Johannesburg, South Africa | 2017
- Another Antipodes/Urban Axis | PS Art Space | Fremantle, Australia | 2017
- Beauty and Its Beasts | Durban Art Gallery | Durban, South Africa | 2017
- Different Angels | Höhenrausch Linz | Austria | 2017[18]

## Premios
- 2017: Premio del Museo Nacional de Arte Africano de Washington D. C.
- 2014: «Johannesburg Alumni Dignitas Award»
- 2013: «Standard Bank Young Artist Award»